# Whitey
Whitey de son nom complet Nathan Joseph Whitey est un musicien, remixeur et producteur britannique.

## Biographie
Journaliste, graffeur et DJ installé dans l'est londonien,, il enregistre et publie ses premiers singles entre 2003 et 2004. Son single Leave them All Behind et ses prestations scéniques contribuent à le faire connaitre dans le milieu rock électronique en vogue à Londres à l'époque,. Il sort son premier album en 2005. Cet album intitulé The Light At The End Of The Tunnel Is A Train est  bien accueilli par la presse,. L'album est publié par le label 1234 Records en Europe et par Dim Mak Records aux États-Unis en 2006,. Le single accompagnant l'album est Non Stop, il tourne en Europe et aux États-Unis pour promouvoir l'album.
En 2006 il publie le single Wrap It Up qui devait précéder la sortie de l'Album Great Shakes mais en 2007, à la suite de la diffusion sur internet de l'album, son contrat avec le label 1234 est rompu et l'album ne voit donc pas officiellement le jour,.
Un troisième album qui devait s'intituler Stay On The Outisde est lui aussi annulé en 2008, mais la chanson titre de l'album est néanmoins publiée sur la compilation Kitsune Maison 4.
Fin 2010 il sort avec ses propres moyens l'album Canned Laughter,, album difficilement distribué mais dont le titre phare bénéficiera d'une petite reconnaissance.
En 2012, lassé de chercher un label, il publie via l'intermédiaire de son Bandcamp son nouvel album intitulé Lost Summer,,. La sortie numérique de cet album est accompagnée par la publication du 45t de Saturday night ate our lives. En parallèle, les albums jamais publiés et uniquement disponibles sur des réseaux illégaux bénéficient d'une sortie numérique comprenant de nombreux inédits, toujours via l'intermédiaire de Bandcamp,.
Fin 2012, il lance une levée de fonds sur internet via le site Kickstarter afin de publier un nouvel album intitulé Barebones et de partir en tournée en 2013. Il dévoile à cette occasion une démo d'un morceau de cet hypothétique futur album.
En plus de ses propres enregistrements, il produit régulièrement des morceaux ou albums pour d'autres artistes, par exemple les Broken Hearts  ou Le Volume Courbe. Il a aussi collaboré avec Erol Alkan sur le titre Do The Nothing  ou avec le groupe Royal Appointment sur le morceau Paint It Red. Il a remixé des morceaux de Bloc Party, Kylie Minogue, Cut Copy ou Soulwax.

## Discographie

### Remixes
- 2004 : Kylie Minogue - Red Blooded Woman (Whitey Mix)
- 2004 : Chromeo - Me And My Man (Fly Whitey Remix)
- 2004 : Soulwax - Any Minute Now (Vote Whitey Mix)
- 2005 : Bloc Party - Helicopter (Sheriff Whitey Remix)
- 2005 : Drinkme - Manifesto (Vote Whitey Mix)
- 2005 : The Sexmachines - Okay (Remixed By Whitey)
- 2005 : Siobhan Fahey - Pulsatron (Whitey Mix)
- 2005 : Princess Superstar - Coochie Coo (Whitey Remix)
- 2005 : Cut Copy - Going Nowhere (Whitey Remix)
- 2007 : Motor - Bleep #1 (Whitey - Clean Machines Mix)
- 2008 : Gang of Four - Second Life (Whitey Remix)

## Utilisation dans des séries, jeux vidéo et publicités
- Y.U.H.2.B.M.2 apparait dans Les Soprano[30], Les Experts : Manhattan[31], Dr House et Les Frères Scott,
- Wrap It Up apparait dans un épisode de Newport Beach[32], Kyle XY[33], Entourage,  et Les Experts ainsi que dans le jeu vidéo Grand Theft Auto IV[34].
- The Awful truth apparait dans le premier épisode de la troisième saison de la série Les Experts : Manhattan[31].
- Blah est utilisé dans le jeu vidéo Gran Turismo 5.
- Non Stop a été utilisé dans une campagne publicitaire télévisuelle en France pour la marque de pile Varta[35] ainsi que pour la marque Mitsubishi aux États-Unis[31].
- Stay On The Outside apparait dans le deuxième épisode de la saison 5 de Breaking Bad[36].